# Lipogomphus brevis
Lipogomphus brevis är en insektsart som först beskrevs av Champion 1898.  Lipogomphus brevis ingår i släktet Lipogomphus och familjen vitmosseskinnbaggar. Inga underarter finns listade i Catalogue of Life.